# Samson Beaver
Samson Beaver est un guide de la Première Nation des Stoneys qui, tout comme son père Job Beaver, a contribué à l'exploration des Rocheuses canadiennes.
À l'âge de quatorze ans, Job emmène Samson à un lac connu sous le nom de Chaba Imne. Seize ans plus tard, Samson rencontre Mary Schäffer Warren qui cherche à découvrir l'emplacement de ce lac. Sur la base d'une carte dessinée par Samson, elle atteint celui-ci en 1908 et en réalise la première visite occidentale documentée. Ce lac est aujourd'hui connu sous le nom de Lac Maligne.
Samson et Job Beaver ont laissé leur empreinte sur la toponymie locale avec des lieux tels que Job Pass, Job Creek, Samson Peak, Leah Peak (la femme de Samson). Samson Peak et Leah Peak ont été nommés par Mary Schäffer en l'honneur de la contribution de Samson à son travail d'exploration des Rocheuses.
Samson, Leah et leur fille Frances Louise ont été photographiés par Mary Schäffer en 1907. Cette photo est aujourd'hui largement reproduite notamment en tant que carte postale, ce qui est sujet de controverse.